# Осьовий компресор

Анімована імітація осьового компресора. Статичні лопаті є статорами.

Осьовий компресор — це газовий компресор, який може постійно стискати гази. Це обертовий компресор на основі аеродинамічного профілю, в якому газ або робоча рідина в основному тече паралельно осі обертання або аксіально. Він відрізняється від інших обертових компресорів, таких як відцентровий компресор, осьово-відцентрові компресори та компресори змішаного потоку, де потік рідини включатиме "радіальний компонент" через компресор.
Рівень енергії рідини чи повітря збільшується, коли вона протікає через компресор завдяки дії лопатей ротора, які створюють крутний момент на рідину. Нерухомі лопаті сповільнюють рідину, перетворюючи окружну складову потоку в тиск. Компресори зазвичай приводяться в рух електричним двигуном, паровою чи газовою турбіною.